# Amata yezonis
Amata yezonis là một loài bướm đêm thuộc phân họ Arctiinae, họ Erebidae.